# Arenavägen

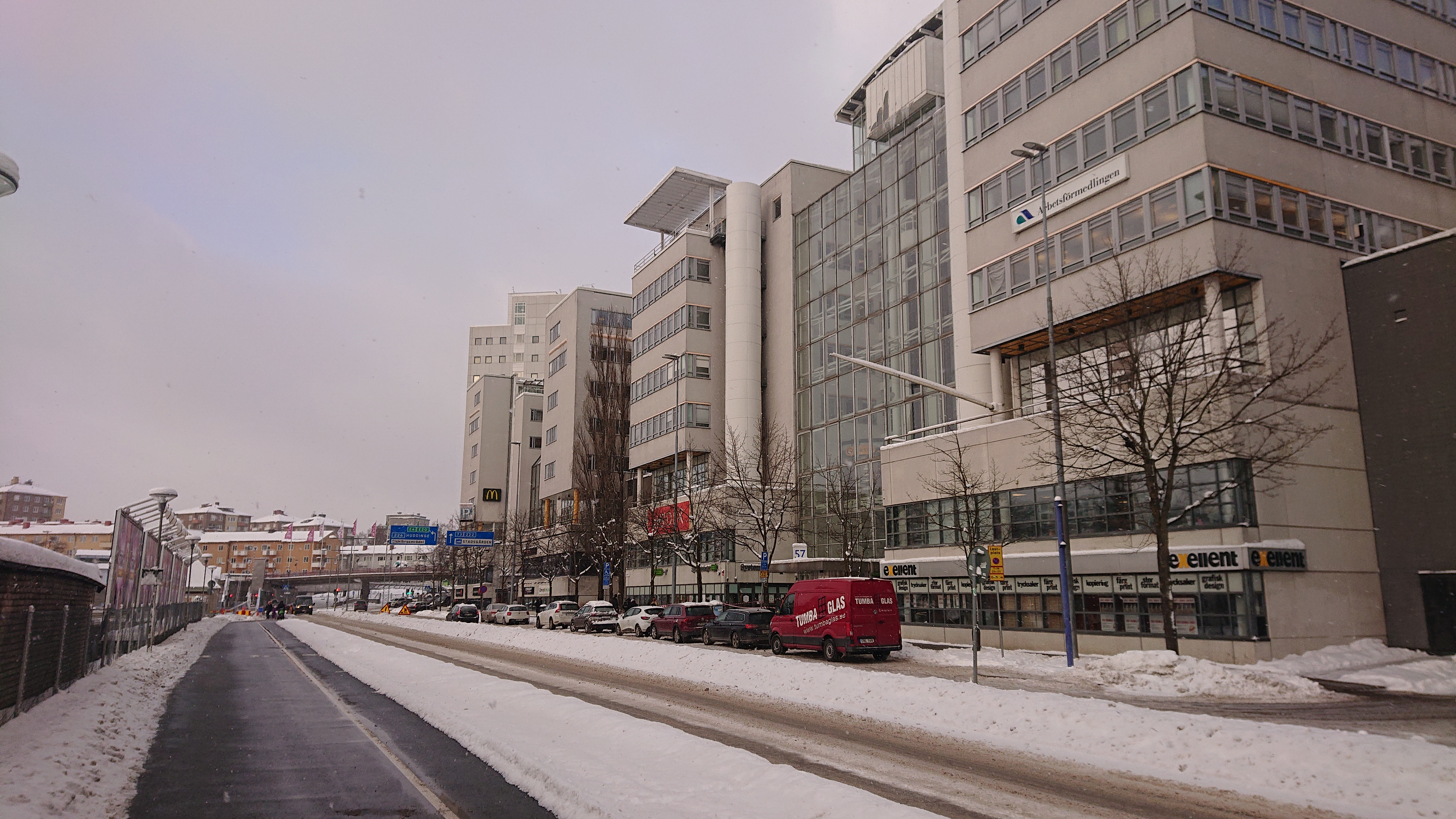
Arenavägen mot nordväst, 2021.

Arenavägen är en gata i stadsdelen Johanneshov i Söderort inom Stockholms kommun. Arenavägen sträcker sig i nord-syd riktning mellan Slakthusområdet och Globen City och från Gullmarsplan i norr till Trafikplats Sofielund i syd. Gatan fick sitt nuvarande namn 1987.

## Beskrivning

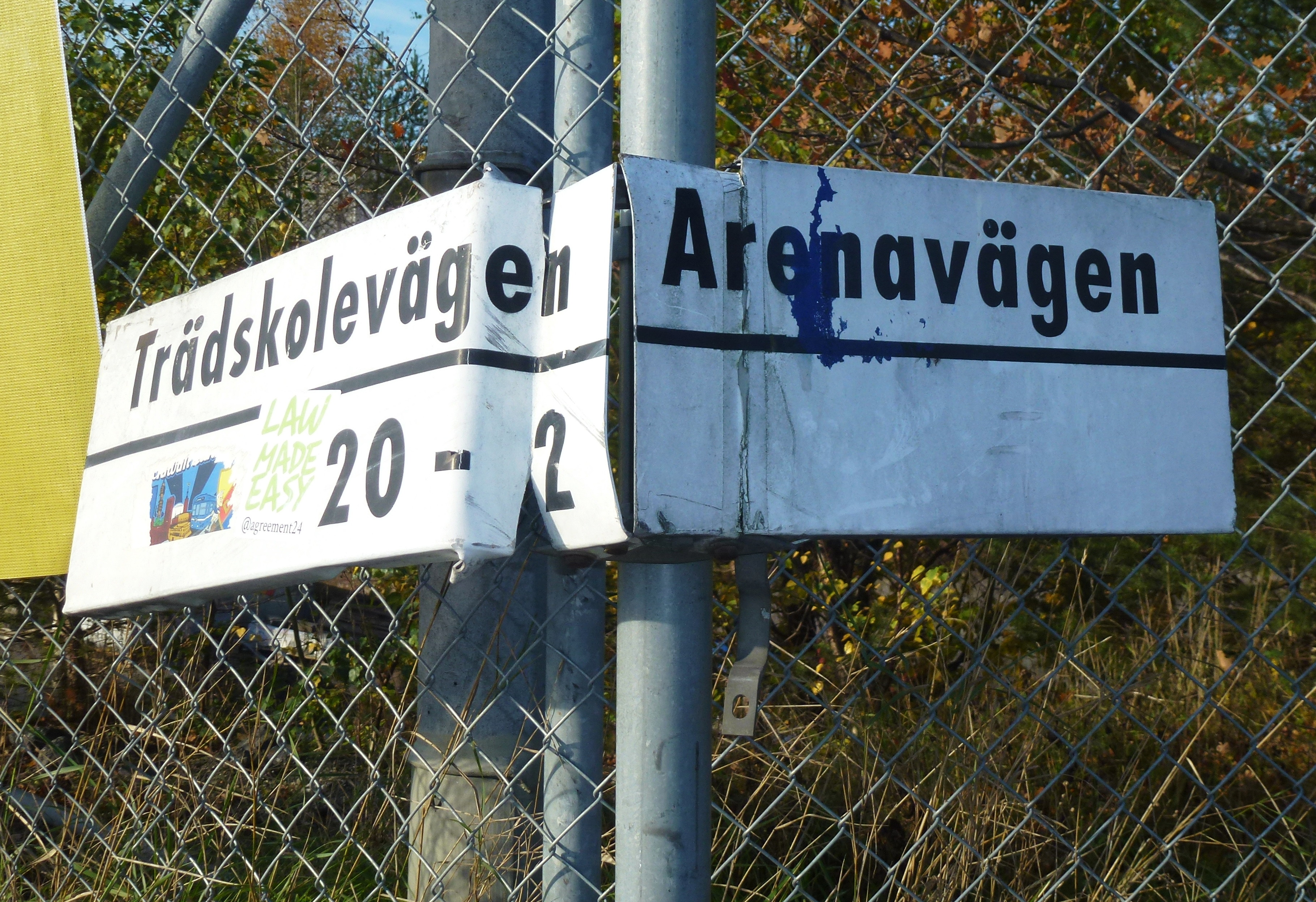
Arenavägen/Trädskolevägen.

Dagens Arenavägen bestod tidigare av Märgvägen (i södra delen) och Sandstuvägen (i norra delen). Märgvägens namn anknöt till Slakthusets produkter medan Sandstuvägen hade sitt namn efter lägenheten Sandstugan som låg strax söder om Slakthuset. Inget av vägnamnen existerar längre. De ersattes 1987 av Arenavägen med anknytning till Globen som invigdes två år senare. Den södra delen av Arenavägen fick år 2013 en delvis ny sträckning i samband med bygget av Tele2 Arena, vars sydvästra läktare ligger över Arenavägen. 
I anslutning till Arenavägen finns:
- Arenaslingan
- Arenatrappan
- Arenatorget
- Arenagången

## Bilder

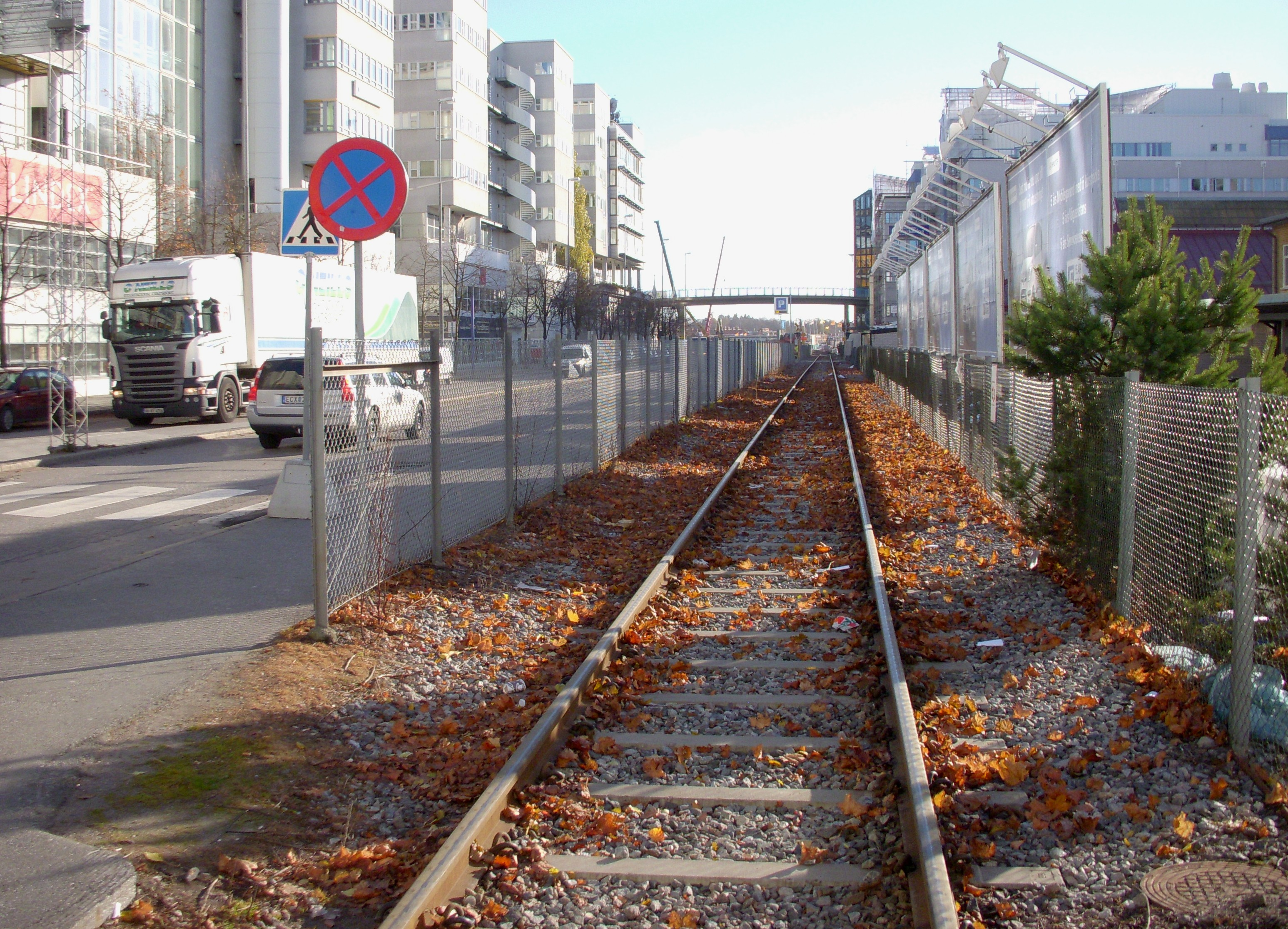
Arenavägen och Slakthusbanan, 2010
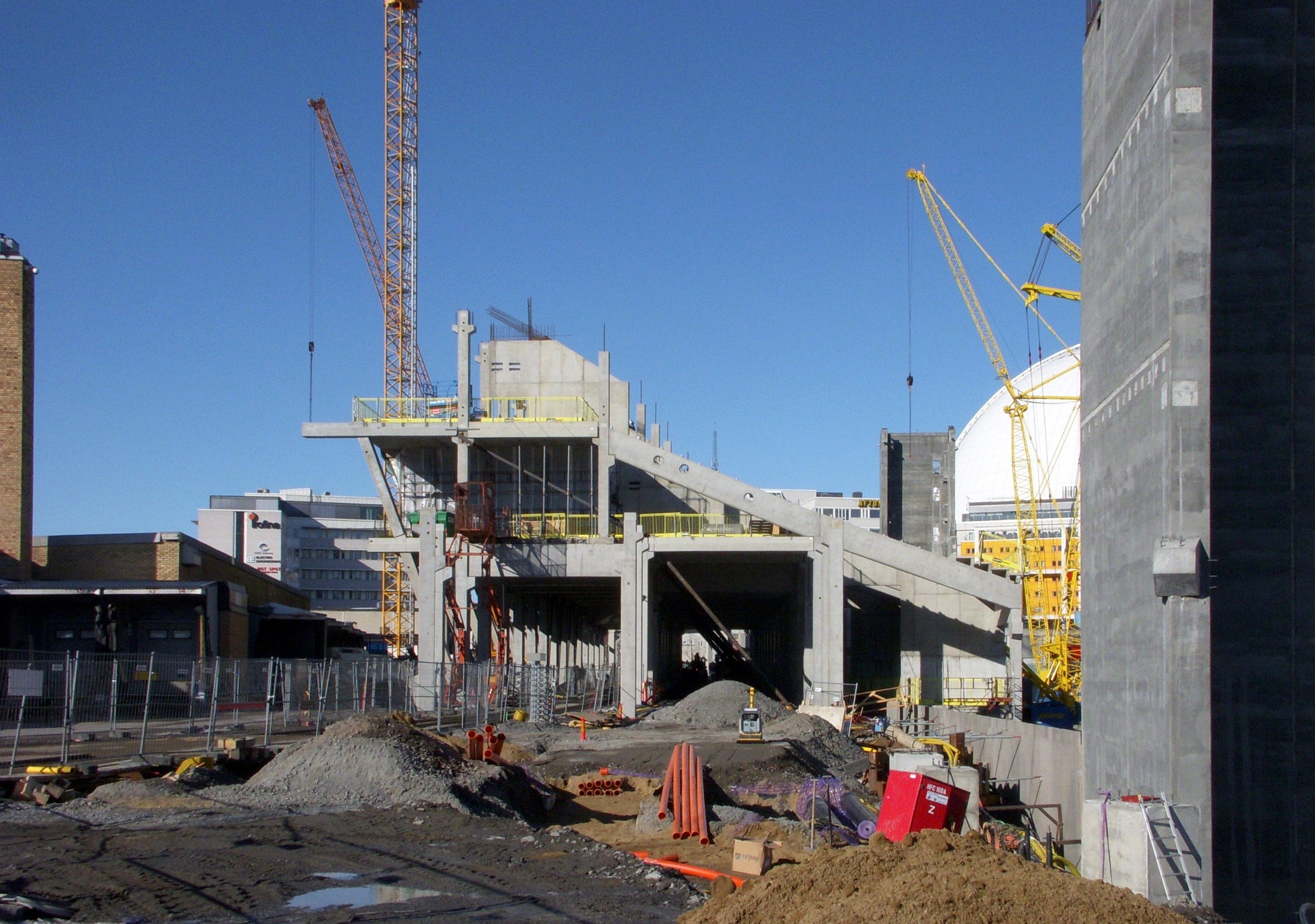
Arenavägen under Tele2 Arenas läktare, 2011
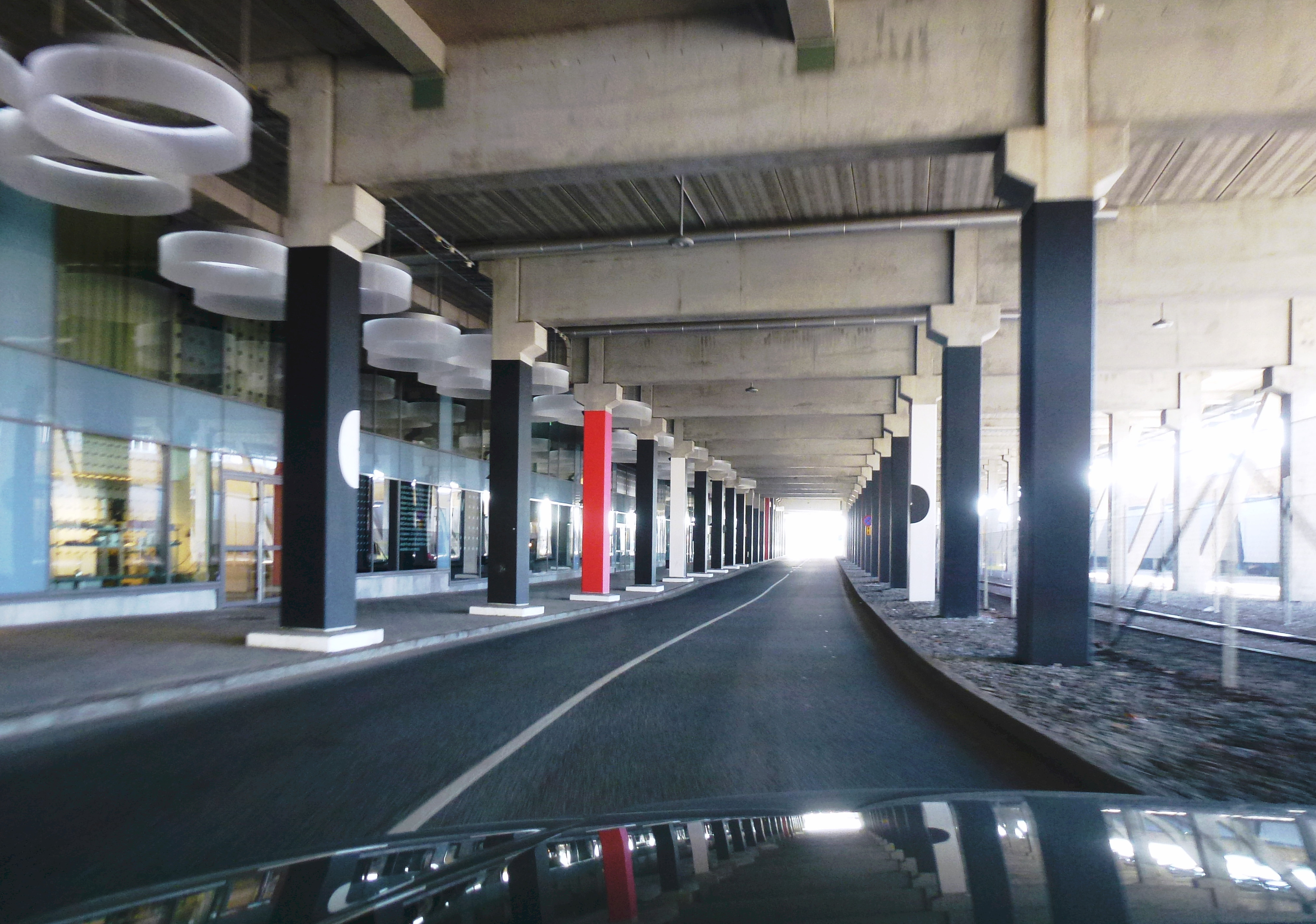
Arenavägen under Tele2 Arena, 2014
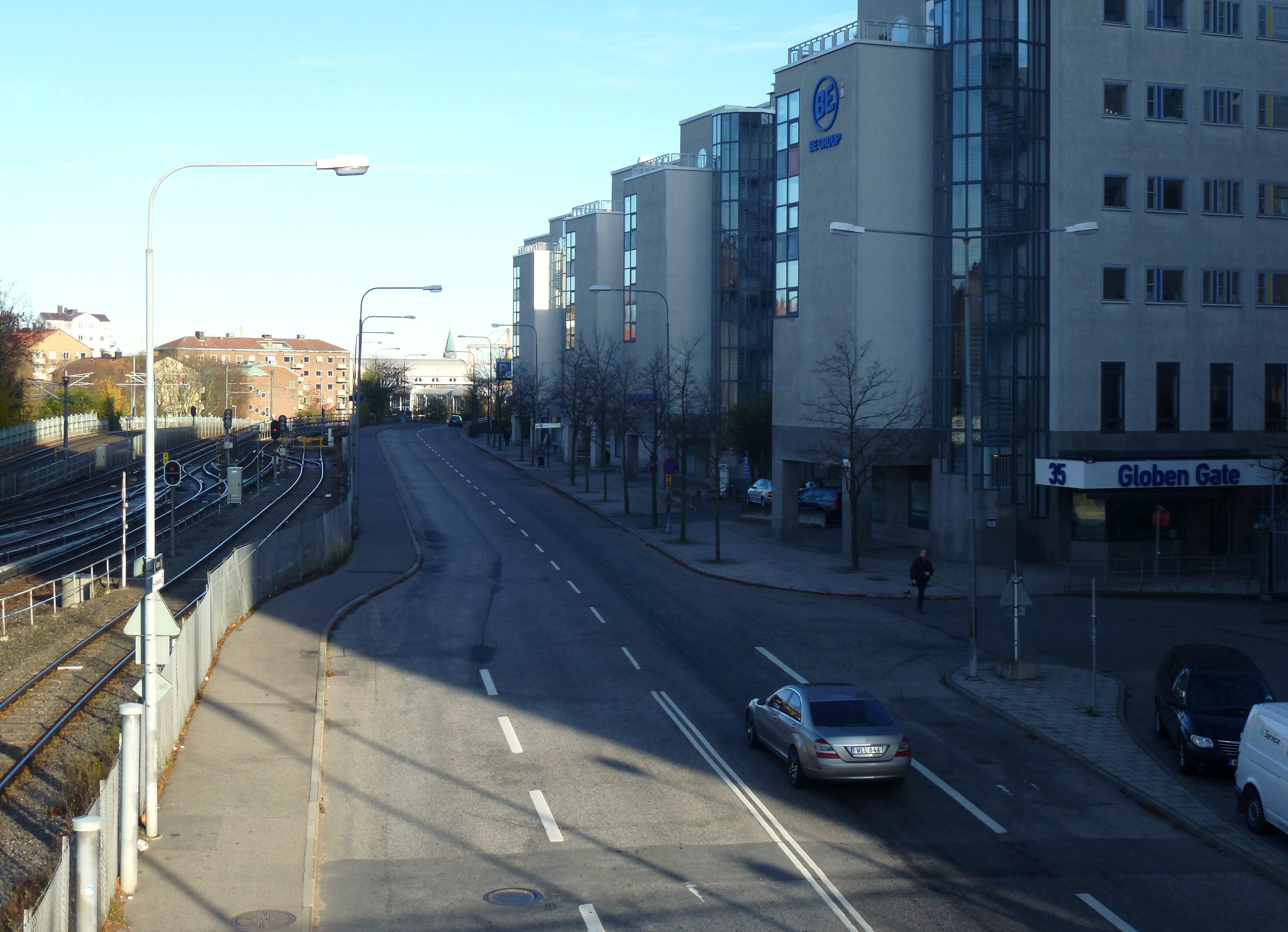
Arenavägen mot norr, 2014